# 谷俊彦
谷 俊彦（たに としひこ、1921年（大正10年）11月23日 - 2011年（平成23年）10月7日 ）は東京都麹町出身の画家、イラストレーター。川端画学校卒業。清沢治名義でもイラストを発表。油彩画とイラストは同じ画風。
日本美術家連盟会員。日本児童出版美術家連盟会員。第14回小学館絵画賞受賞。
戦後の児童誌、児童書のイラストで活躍。とくに「時をかける少女」の書籍イラストは有名。

## エピソード
肋膜を患ったため30歳まで生きられないといわれてきた。イラストレーターになってからも体力に自信がなく、日に9時間の睡眠時間は確保し徹夜はしなかった。そのためどんないい仕事が来ても断ることで有名になり「駆け出しのくせに」と編集者から不評を買った。一方、締め切りは必ず守るので信用もあった。

## 主なイラスト
- 海底の魔術師 江戸川乱歩（少年、昭和30年）
- すみれの怪人 西條八十（少女クラブ、昭和31年）
- あっぱれ探偵娘 城戸禮（女学生の友、昭和34年）[3]